# نيوتن ثانية
نيوتن ثانية ويُرمز لها بالرمز N s أو N·s، هي وحدة مُشتقة من النظام الدولي للوحدات لقياس زخم الحركة و الإندفاع، ويُمكن التعبير عنها بكيلوجرام متر لكل ثانية (kg·m/s).
وواحد نيوتن للثانية يُشير إلي تأثير قوة مقدارها واحد نيوتن لمدة زمنية مقدارها ثانية ويتم التعبير عن وحدة نيوتن ثانية بالعامية عادة بالتعبير الآتي «ث.نيوتن».
{\displaystyle {\vec {F}}\cdot t=\Delta m{\vec {v}}}
ويتم استخدامها لتعريف السرعة الناتجة لكتلة إذا أثرت قوة متسارعة على الكتلة لفترة زمنية محددة.